# بخش سفسکی
بخش سفسکی (به لاتین: Sevsky District) یک منطقهٔ مسکونی در روسیه است که در استان بریانسک واقع شده‌است.